# Kjeld Ejler
Kjeld Ejler (født 28. februar 1930 i Fredensborg, død 2. maj 2024 samme sted) var en dansk agronom, der fra 1976 til 1989 var administrerende direktør for Landbrugsraadet.
Kjeld Ejler blev efter uddannelsen til cand.agro. fra Den Kongelige Veterinær- og Landbohøjskole i 1956 ansat ved Tysklands ambassade i København, men fik allerede i 1960 job som sekretær i Landbrugsraadet. Han forblev ansat i organisationen gennem 29 år. Som direktør var han med til de svære forhandlinger med Anker Jørgensens regering om en krisepakke til landbruget. Aftalen førte til oprettelsen af grovvare-garantifondene, hvis statslige midler tilflød Finansieringsfonden af 1963. Modellen førte til at Kjeld Ejler og Landbrugsraadets daværende præsident H.O.A. Kjeldsen blev afhørt af en kommissionsdomstol i 1990. Her fastholdt de, at pengene tilhørte landbruget.
Efter sin ansættelse i Landbrugsraadet fortsatte han som direktør for Agroinvest A/S og Finansieringsfonden af 1963. Dertil kom en lang række bestyrelsesposter i foreninger og organisationer uden for landbruget, bl.a. i Danida og Instituttet for Fremtidsforskning.
Han udgav i 1985 sine erindringer under titlen "Jeg er en simpel Bondemand".